# Vulpin des champs
Alopecurus myosuroides
Espèce
Alopecurus myosuroides, le vulpin des champs, est une espèce de plantes monocotylédones de la famille des Poaceae, sous-famille des Pooideae, originaire des régions tempérées d'Eurasie et d'Afrique du Nord.
Le vulpin des champs est une plante herbacée annuelle, très commune que l'on rencontre au bords des chemins, dans les champs et les friches.
Plante rudérale et mauvaise herbe des champs cultivés, elle est cependant cultivée comme plante fourragère.
Considérée comme nuisible dans les champs cultivés (mais non dans les prairies), elle est une des cibles des désherbants qui sélectionnent des populations locales résistantes. Dans les champs, sa germination peut être favorisée par les pratiques agricoles et témoigne de l'état du sol.

## Étymologie
Le nom générique, Alopecurus, signifie « queue de renard ». L'épithète spécifique, myosuroides, signifie « en forme de queue de souris ». Ces désignations font référence à la forme de l'inflorescence allongée, fine et cylindrique.

## Noms vernaculaires
Faux blé, folle farine, queue-de-renard, queue-de-renard des champs, queue-de-rat, vulpin agreste, vulpin des champs, vulpin fausse-queue de souris, vulpin des champs, queue-de-rat, trompe-bonhomme. 

## Description

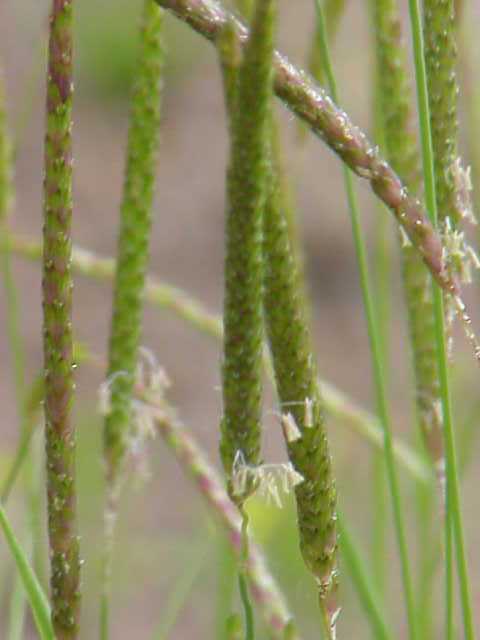
Épis

Alopecurus myosuroides est une herbe à tiges dressées, souvent couchées à la base puis redressées, de 30  à   60 cm de haut. Les feuilles sont vertes, avec un limbe assez large, relativement court, terminé en pointe aiguë. Cette plante ressemble étonnamment aux plants de céréales avant la floraison, d'où le nom vernaculaire de « trompe-bonhomme ». Elle présente des inflorescences en panicules spiciformes, allongées, de 10  à   12 cm de long, de forme cylindrique effilée aux deux extrémités. Les rameaux comptent un ou deux épillets uniflores et sont appliqués de façon serrée les uns sur les autres. Les fleurs sont vertes, tirant souvent sur le violacé. Elle fleurit du printemps à l'été (entre avril et août). La semence est constituée d'un caryopse entouré de deux glumes courtement ciliées et coalescentes jusqu'à mi-hauteur. La glumelle inférieure est munie d'une arête longue et flexueuse. Les fleurs sont protogynes.

## Distribution
Cette espèce est originaire des régions tempérées de l'Ancien Monde : Europe, y compris les îles Britanniques, Afrique du Nord, Asie occidentale et centrale (de la Turquie à l'Afghanistan), et sous-continent indien.
Elle s'est naturalisée dans tous les continents, notamment en Amérique du Nord où elle est considérée comme une plante envahissante. Elle est présente surtout en plaine.
La sous-espèce Alopecurus myosuroides subsp. myosuroides est la forme la plus commune du vulpin des champs, largement distribuée en Europe, et introduite en particulier en Asie du Sud et en Amérique du Nord et du Sud. La sous-espèce Alopecurus myosuroides subsp. tonsus a une aire de répartition restreinte limité à la Grèce, la Turquie et Chypre.

## Taxinomie
Deux sous-espèces ont été reconnues en 1989, notamment sur les caractères des arêtes : La sous-espèce myosuroides présente des arêtes longues de 8 à 12 mm qui sont exsertes des glumes tandis que la sous-espèce tonsus a des arêtes courtes et non exsertes des glumes, ou pas d'arête du tout (glumes mutiques).

### Synonymes
Selon Catalogue of Life (31 mars 2018) :
- Alopecurus adanensis Dogan
- Alopecurus affinis Desv.
- Alopecurus agrestis L.
- Alopecurus agrestis var. minimus Post
- Alopecurus agrestis var. minor Gray
- Alopecurus agrestis var. scaber Lej.
- Alopecurus agrestis var. tonsus Blanche ex Boiss.
- Alopecurus caerulescens C.Presl, pro syn.
- Alopecurus coerulescens Steud. & Hochst., nom. nud.
- Alopecurus creticus Willk., pro syn.
- Alopecurus myosuroides var. latialatus Dogan
- Alopecurus myosuroides f. levis Pamp.
- Alopecurus myosuroides subsp. tonsus (Blanche ex Boiss.) Dogan
- Alopecurus myosuroides var. tonsus (Blanche ex Boiss.) R.R.Mill
- Alopecurus paniculatus Gueldenst. ex Griseb., pro syn.
- Alopecurus purpurascens Link
- Alopecurus tonsus Dumort.
- Phleum flavum Scop.
- Tozzettia agrestis (L.) Bubani

### Liste des sous-espèces et variétés
Selon Tropicos (31 mars 2018) (Attention liste brute contenant possiblement des synonymes) :
- sous-espèces :
  - Alopecurus myosuroides subsp. myosuroides
  - Alopecurus myosuroides subsp. tonsus (Blanche ex Boiss.) Doğan
- variétés :
  - Alopecurus myosuroides var. breviaristatus Marches. ex Asch. & Graebn.
  - Alopecurus myosuroides var. compositus Asch. & Graebn.
  - Alopecurus myosuroides var. latialatus Doğan
  - Alopecurus myosuroides var. minor Westb. ex Grossh.
  - Alopecurus myosuroides var. myosuroides
  - Alopecurus myosuroides var. salinus Rupr. ex Groseh.
  - Alopecurus myosuroides var. tonsus (Blanche ex Boiss.) R.R. Mill
  - Alopecurus myosuroides var. versicolor (Biasol.) Roshev.

## Statuts de protection, menaces
L'espèce n'est pas menacée dans le monde, ni en France. Elle est classée Espèce de préoccupation mineure (LC) par l'UICN.

## Utilisation
Le vulpin des champs est une plante fourragère cultivée dans les prairies naturelles et artificielles. Cette plante est cependant moins appréciée que le vulpin des prés.
Considérée aussi comme une mauvaise herbe envahissante dans les cultures d'hiver, notamment de céréales, cette plante se reproduit essentiellement par les graines, très abondantes, et qui arrivent à maturité bien avant celles des céréales. La capacité de cette espèce à germer très rapidement (faible durée d'inhibition) lui permet d'infester les semis de céréales d'automne.

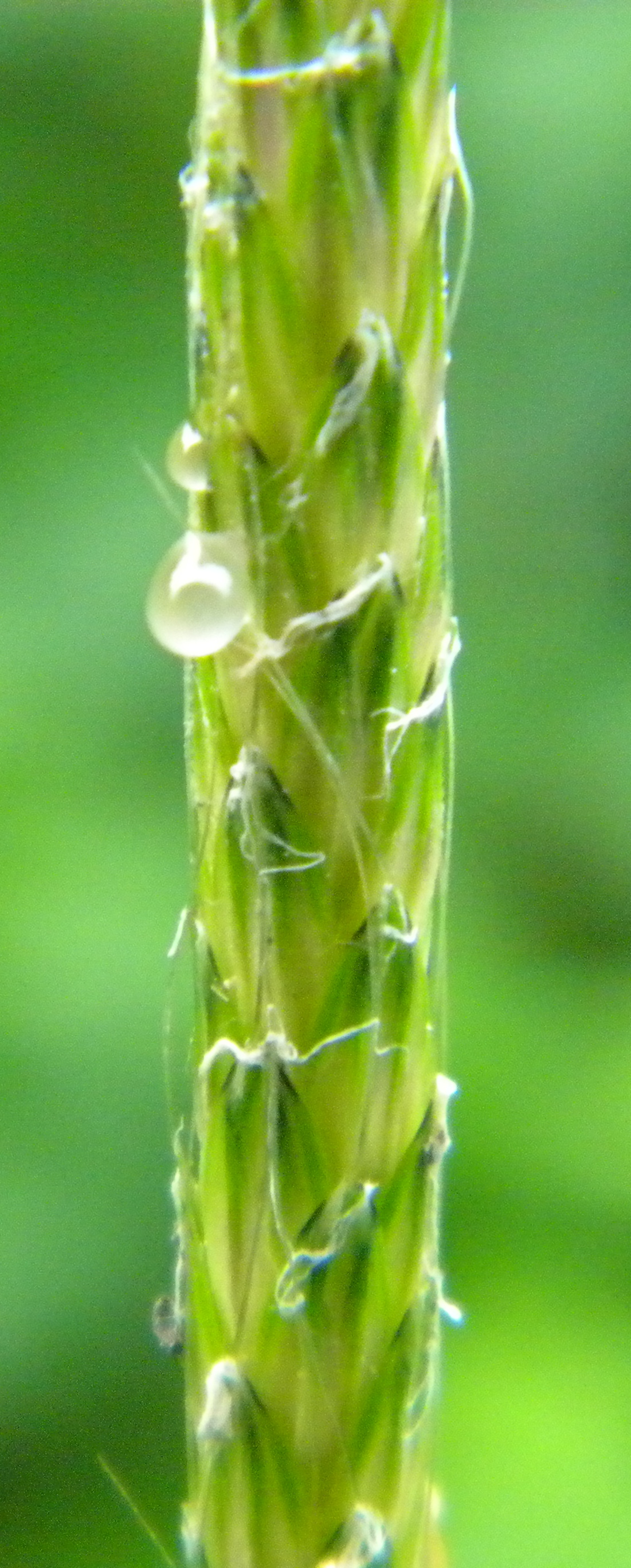
Miellat dû à une attaque d'ergot du seigle.

## Place dans l'agriculture
Le vulpin des champs est une monocotylédone allogame dont la pollinisation est réalisée à partir du vent (plante anémophile). C'est une adventice pour de nombreuses cultures, en particulier chez les céréales. La dissémination des graines se fait de manière barochore et chaque pied peut produire jusqu'à 3 000 graines.
On retrouve le vulpin principalement dans les céréales d'hiver, sa germination se faisant essentiellement en automne.
L'utilisation intensive d'herbicides depuis les années 1940 a favorisé l'apparition de populations contenant des individus résistants, faisant de cette adventice un problème non négligeable pour les agriculteurs,. Un premier cas de résistance au glyphosate est identifié en 2023,.
Il contribue également à amplifier les attaques d'ergot du seigle sur les céréales en servant de plante-relais : sa floraison plus précoce que celle des céréales permet une contamination primaire par les ascospores de Claviceps purpurea et la formation de miellat chargé de conidies. Ce miellat est transmis aux cultures par les insectes, les frottements entre épis ou la pluie et provoque une contamination secondaire.